# المدرب الرئيسي
المدرب الرئيسي أو المدرب الكبير أو المدير هو محترف في تدريب وتطوير الرياضيين، وهم يحملون عادة ملف أكثر عمومية ويتقاضون رواتبهم أكثر من بقية المدربين الاخرين، في بعض الالعاب الرياضية يطلق على المدرب الرئيسي  اسم (المدير) كما هو الحال في اتحاد كرة القدم والبيسبول المحترف في الرياضات الأخرى مثل قواعد كرة القدم الأسترالية عادة ما يطلق على المدرب الرئيسي لقب المدرب الكبير. اما المدربون الاخرون فيخضعون عادة للمدرب الرئيسي وغالبا ما يكونون في مواقع هجومية أو دفاعية واحيانا ينتقلون إلى مدربين فرديين

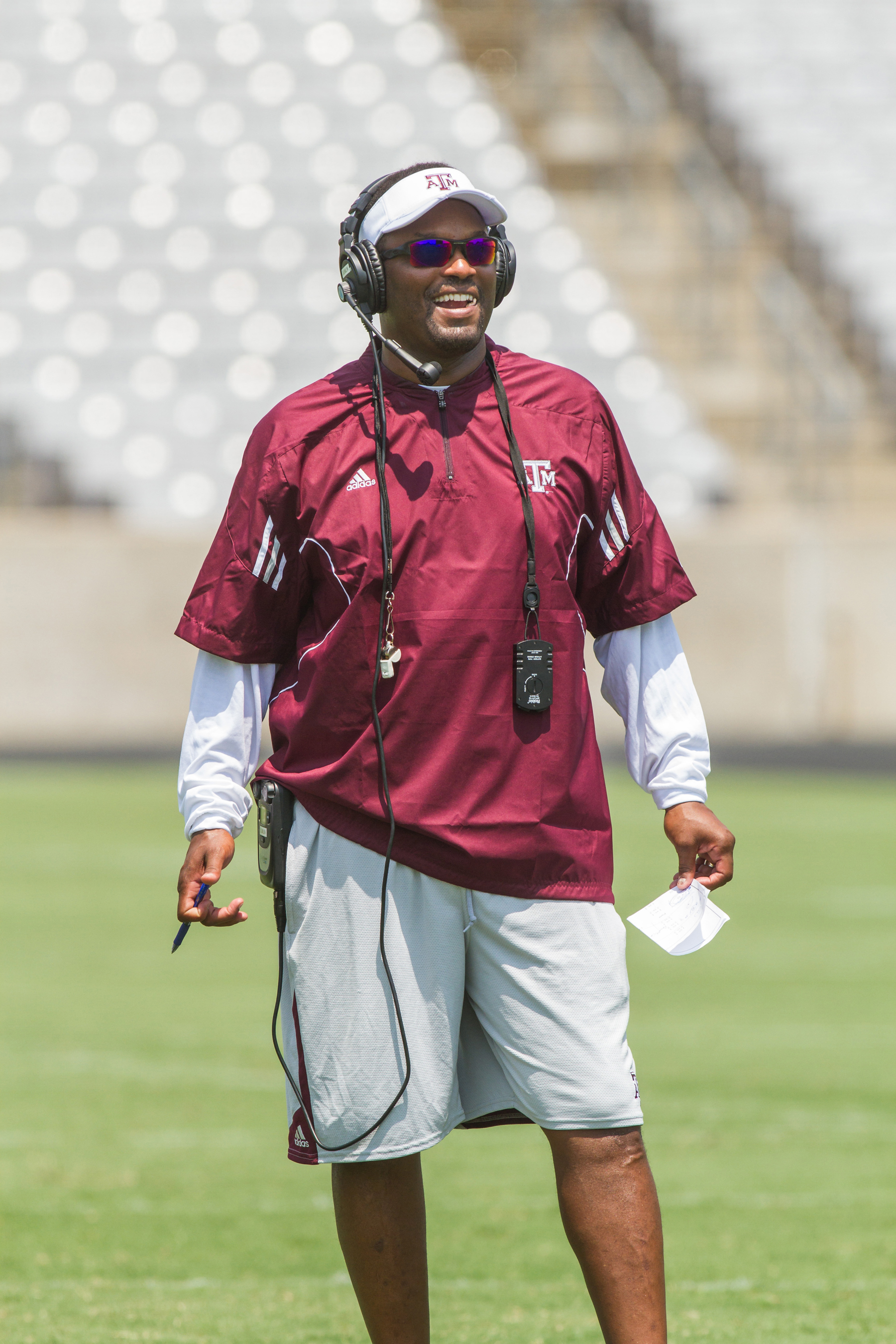
كان كيفين سوملين المدير الفني لفريق تكساس اي اند ام اجيس لكرة القدم

## كرة القدم الأمريكية
تختلف مسؤوليات المدرب الرئيسي في كرة القدم الأمريكية وفقا لمستوى الرياضة.

### كرة القدم في المدرسة الثانوية
وكما هو الحال مع اغلب المدربين الرئيسيين، فأن مدربي المدارس الثانوية يكلفوا بتنظيم وتدريب لاعبي كرة القدم وهاذا يشمل إنشاء خطط الالعاب وتقييم اللاعبين وقيادة الفريق اثناء المنافسة.
أيضا مدربي كرة القدم في المدارس الثانوية لديهم مختلف المسؤوليات خارج ملعب كرة القدم. وتشمل هذه المسؤوليات تعيين الطلاب داخل المدرسة وتحديد مواعيد للمعارضين، وتدريب/توظيف/وقيادة المدربين من المستوى الادنى.
معظم المدربين لهم موقع آخر ظمن برنامج المدرسة، وعادة ما يكون معلم اكاديمي.

### كرة القدم الجامعية
واحدة من السمات الرئيسية للمدرب الرئيسي في كرة قدم الجامعة هو معدل الدوران المرتفع للوظائف. مع بعض الاستثنائات القليلة (من ضمن الاستثنائات البارزة جيمي ليكوك، جو باترنو، جون مكاي، توم اوزبون، بيل سنايدر، فرانك بيامر، وبو شيمبيهلر، وودي هايز، بوبي بودن، وداريل رويال ولافيل ادواردز) مدربو الكليات عادة ما يغيرون وظائفهم بشكل روتيني، ونادرا ما يبقون في نفس المدرسة لاكثر من عقد. وقد عرف عن بعض المدربين ان يغادروا المدرسة ثم يعودون إلى البرنامج بعد انقضاء فترة من الزمن. الكثير من المدربين الرئيسيين في مستوى الكلية لديهم طاقم عمل مدفوع الثمن وبالتالي لديهم حرية أكبر بالتركيز على الفريق بالمجمل بدلا من التعامل مع الفروق الدقيقة في نظام التدريب وإلى آخره. بخلاف المدربين الرئيسين في مستويات أخرى، طاقم مدربي الكليات هو المسؤول الوحيد عن تكوين وتطوير الاعبين في الفريق، القدرة على توظيف وتطوير أفضل الاعبين يعلب دورا رئيسيا في النجاح على هذا المستوى. المدربيين الرئيسيين  في الكلية يقدمون تقاريرهم إلى المدير الرياضي في الجامعة. يعمل مدرب الكلية كوجه الفريق، في سن لا يرغب فيه العديد من الاعبين الشباب ان يكونوا محاصرين بوسائل الاعلام وكثيرا ما يطلب منهم مناقشة الحوادث خارج الميدان مثل مخالفة القواعد أو تصرفات الاعبين، في بعض الاحيان يصبح المدرب مشهورا بحد ذاته مثل، لو هولتز.
في نهاية العام، يتم منح العديد من الجوائز لمدربي كرة القدم عادة، يتم منح الجوائز إلى المدرب نفسه  ولكن هناك بعض الاختلافات.تشمل مراتب الشرف السنوية الكبرى هوم ديبوت  لهذا العام، جائزة ليبرتي للمبادلين بجائزة العام، مدرب كرة قدم لكلية اسوشيتد برس بجائزة العام، وجائزة بول «بير» برايانت

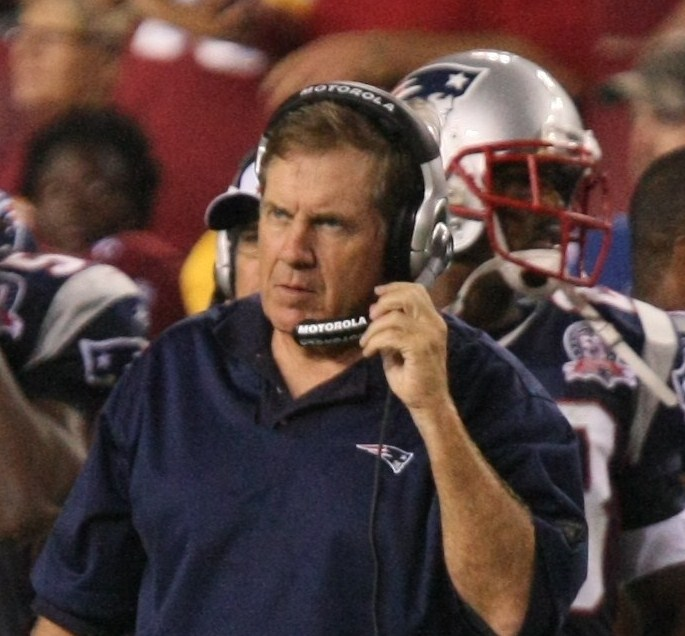
بيل بيليشيك المدير الفني لفريق نيو انكلاند باتريوتس

### الدوري الوطني لكرة القدم
وعلى مستوى مهني قد يعمل المدربون بملايين الدولات سنويا. بما انه لا يضطر للسفر عبر البلاد لتوظيف لاعبي المدارس الثانوية، فأن المدرب الرئيسي لديه الكثير من الوقت لتكريسه للتكتيكات ولكتيب اللعبة والتي يتم تنسيقها مع الموظفين الذين يتقاضون أجورا أكثر من مستوى الكلية. وهم عادة ما يبلغون تقاريرهم إلى المدير العام. ان التدريب الرئيسي يعد عمل مرهق للغاية بسبب نقص الأمن الوظيفي وساعات العمل الطويلة. مع وجود رواتب مرتفعة للغاية بالإضافة ان عمليات الفصل شائعة إلى حدا ما فان الكثير من المدربين يتقاعدون في الخمسينيات من اعمارهم.
هناك العديد من العوامل التي تشكل جزء من عقود مدربي الاتحاد الوطني لكرة القدم. وتشمل هذه الالعاب الرياضية التي تبلغ قيمتها 11 مليار دولار أمريكي كأكبر ايرادات رياضية. متجاوزة بذلك ال 7 مليارات  دولار أمريكي للبيسبول في الدوري الأمريكي لكرة القدم. ان مدربو الاتحاد  الوطني لكرة القدم هم من بين المدربين المحترفين الأعلى أجرأ. مع رواتب مهنية في كرة القدم تتصدر مقالة محلة فوربس لعام 2011 عن مدربون رياضيون الاعلى اجرا. احتل بيل بيليشيك المركز الأول للعام الثاني على التوالي. بالإضافة لذلك لم يكن هناك مدرب واحد لدوري البيسبول أو دوري الهوكي القومي في القائمة. وهناك عنصر اخر رئيسي من عقود مدربي الاتحاد الوطني لكرة القدم تم التفاوض عليه بين المدربين الفرديين والفرق/المالكين في الاتحاد الوطني لكرة القدم ان يتضمن بنود في عقود توظيف المدربين، والتي تخول فرق الاتحاد الوطني لكرة القدم التي توظف جزء من راتب المدرب عندما يتم تعليق عمليات الدوري، مثل عمليات الاقفال أو مفاوضات العقود التلفزيونية.

### الراتب
متوسط راتب مدرب في الاتحاد الوطني لكرة القدم  6.45 مليون دولار أمريكي في السنة.

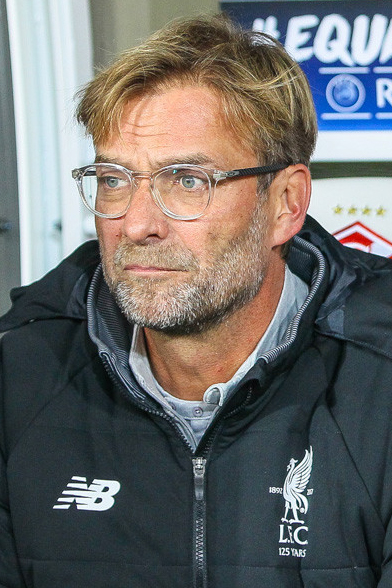
مدير نادي ليفربول يورغن كلوب

## كرة قدم الاتحاد
في كرة قدم الاتحاد، المدرب الرئيسي لديه نفس المسؤوليات كما في أي رياضة أخرى. على سبيل المثال، المدرب الرئيسي عادة لديه خيار اختيار طاقم التدريب الخاص به. في بعض الدول هناك بعض الاشخاص الذين يتم منحهم موقع مدرب كبير وهم يتصرفون كمساعد أول للمدرب الرئيسي أو يديرون فرقة صغيرة في النادي. في حال غياب المدرب الرئيسي، المدرب الكبير يؤدي دوره مؤقتا كمدرب مؤقت. هناك اتفاقية الاتحاد الاوربي حول الاعتراف المتبادل بالمؤهلات التدريبية التي لها ثلاث مستويات: المحترفين واي وبي.

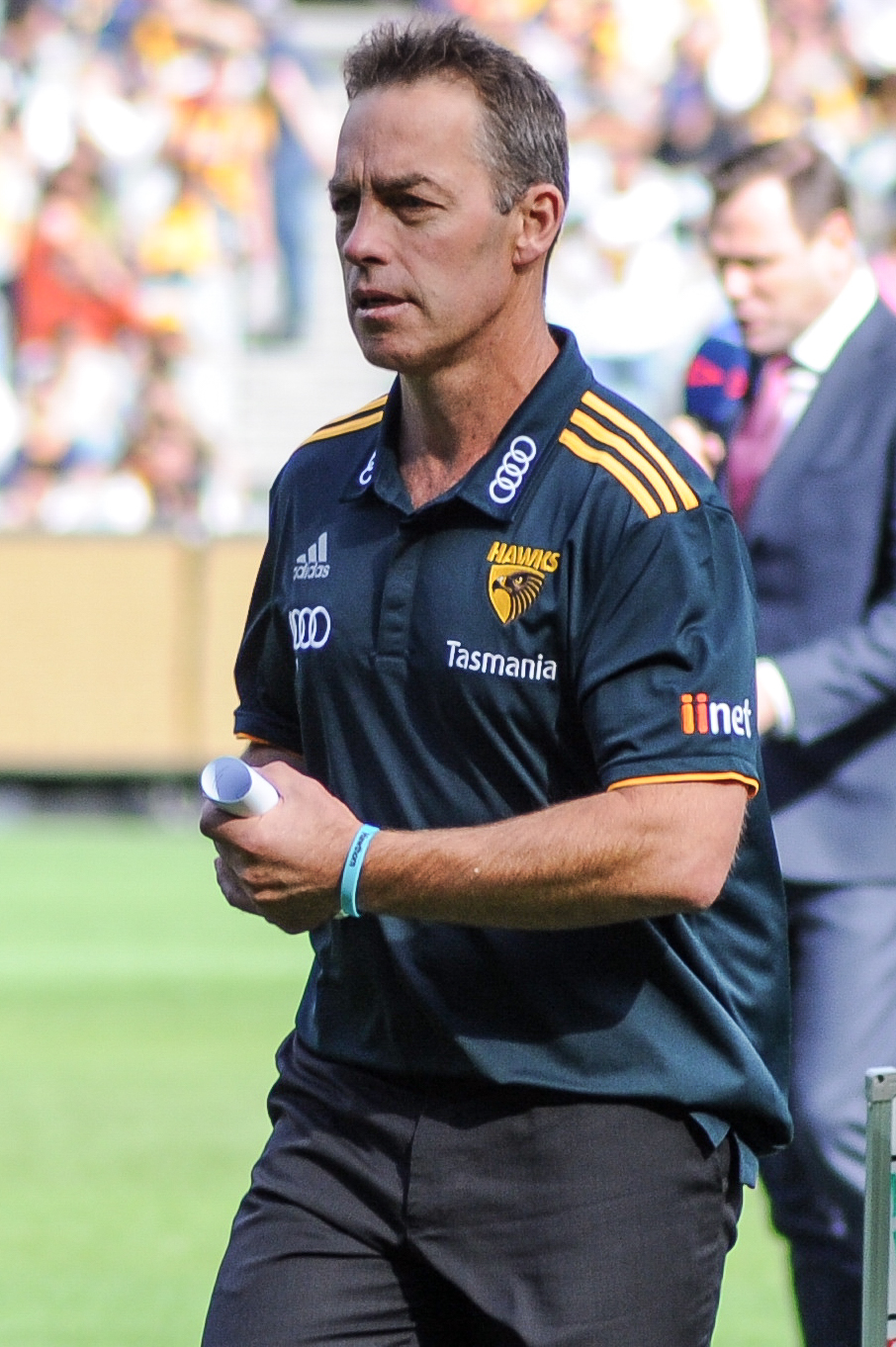
اليستر كلايسون المدير الفني لنادي هوثورن لكرة القدم

## كرة القدم الأسترالية
في كرة القدم الأسترالية المدرب الرئيسي أو المدرب الكبير
يكون مسؤولا عن تطوير وتطبيق برامج تدريب مناسبة للاعبيه. المدرب الكبير أيضا يكون مسؤولا عن تحديد تدويرات وتشكيل الاعبين لكل لعبة. بالإضافة هؤلاء المدربين ليسوا فقط المسؤولين في عمليات الفريق، في اتحاد كرة القدم الأسترالي هناك بعض الاحيان الي ما يقارب 5 مدربين مختلفين كل منهم لديه مسؤوليات مختلفة عن الآخر، كمثال يمكن ان يكون مدرب للهجوم للمنتصف وللدفاع كل واحد منهم يركز على موقع معين، وهكذا كل مدرب سيعمل مع الاعبين المحددين لهذه المواقع.

## اتحاد كرة القدم الأمريكية
لدى نوادي اتحاد كرة القدم الأمريكية الخيار بتوظيف مدير لنادي الرجبي أو مدرب رئيسي، مسؤوليات كل دور تختلف من نادي لاخر، عادة إذا قرر النادي توظيف واحد اما مدير للنادي أو مدير رئيسي فانه سيتحمل مسؤوليات أكبر مما لو تم توظيف الاثنين معا، وقد تم اقتراح ان يكون مدير النادي دور واسع يوفر ويضمن ان كل النادي يعمل معا باتجاه فلسفة مشتركة من الفرق الصغيرة إلى الفرق العليا، بينما المدرب الرئيسي سيركز على تخطيط وتطبيق التدريبات للفريق الأول مع خليط من تدريبات الدفاع الهجوم الظهر والقوة والمهارات ومدربو التكييف.